# Methanofuran

Strukturformel der Methanofurane

Methanofuran ist in der Biochemie ein Coenzym, das am ersten Schritt der Methanogenese beteiligt ist. 
Es enthält einen fünfgliedrigen Furanring mit einem Aminostickstoffatom (NH-R), das Kohlenstoffdioxid bindet. Dabei entsteht ein N-Carboxymethanofuran, was durch eine Reduktase zu Formylmethanofuran umgesetzt wird. Formylmethanofuran tritt dann in weitere Schritte der Methanogenese ein.
Methanofuran ist der einzige Cofaktor, der einen Furanrest enthält. Das Coenzym wurde in Archaeen und bakteriellen Methylotrophen nachgewiesen und zuerst in Methanobacterium thermoautotrophicum entdeckt. 
Es gibt mehrere Methanofurane, die sich in ihrer Struktur unterscheiden (vgl. Bild). Alle Varianten haben eine gemeinsame Grundstruktur, chemisch ist dies 4-[N-(γ-L-Glutamyl-γ-L-glutamyl)-p-(β-aminoethyl)phenoxymethyl]-2-(aminomethyl)furan. Bei Methanofuran a aus M. thermoautotrophicum ist zusätzlich 1,3,4,6-Hexantetracarbonsäure (HTCS) an die Grundstruktur gebunden, an Methanofuran b sind dies zwei verknüpfte γ-L-Glutamylreste, und Methanofuran c aus Methanobrevibacter smithii trägt 2-Hydroxy-HCTS.